# JYP Entertainment
JYP Entertainment (кор. JYP 엔터테인먼트, /dʒeɪ waɪ piː ɛntə'teɪnmənt/) — южнокорейская звукозаписывающая компания и агентство по поиску талантов, основанное в мае 1997 года в Сеуле. Основатель и владелец — певец и музыкальный продюсер Пак Чинён. Это одна из крупнейших развлекательных компаний в Республике Корея, которая работает как звукозаписывающий лейбл, агентство талантов, музыкальная продюсерская компания, организация мероприятий, концертная продюсерская компания и музыкальное издательство. Кроме того, компания управляет различными дочерними предприятиями и подразделениями по всему миру.
В агентстве находятся такие известные артисты как 2PM, Day6, Twice, Boy Story, Stray Kids, Itzy, NiziU, VCHA, Xdinary Heroes, NEXZ, Nmixx, Golden girls. А также находились g.o.d, Рэйн, Wonder Girls, 2 AM, Miss A, JJ Project, Пэк Аëн, 15&, Бернанд Пак и GOT7.

## История

### 1997—99: Основание и K-pop артисты первого поколения

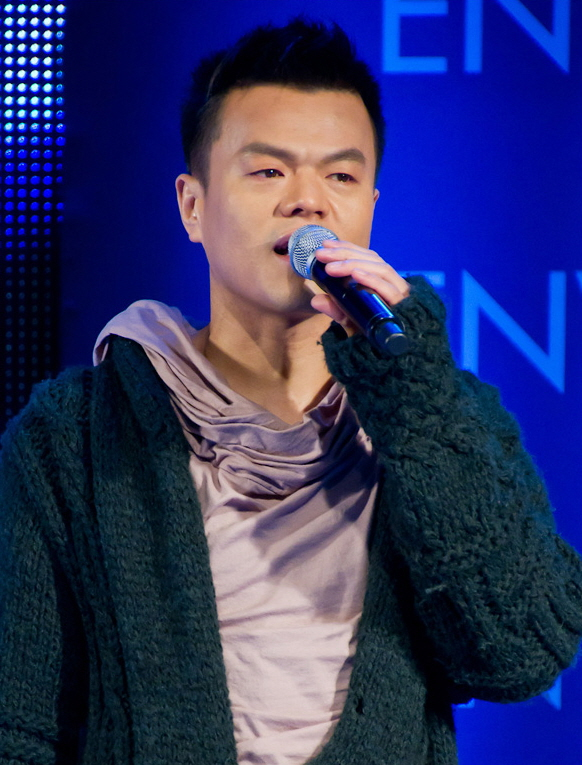
Пак Чин Ён — основатель и владелец JYP Entertainment

JYP Entertainment была основана в 1997 году Пак Чин Ёном и на тот момент имела другое название — Tae-Hong Planning Corporation. которая в конечном итоге стала JYP Entertainment в 2001 году. В 1997 году компания подписала контракт со своим первым артистом певицей Pearl. В 1999 году SidusHQ представили певца-автора песен и основателя JYP Entertainment Пак Чин Ёна в качестве своего продюсера и наставника.

### 2000-09: Ранний успех и K-pop артисты второго поколения

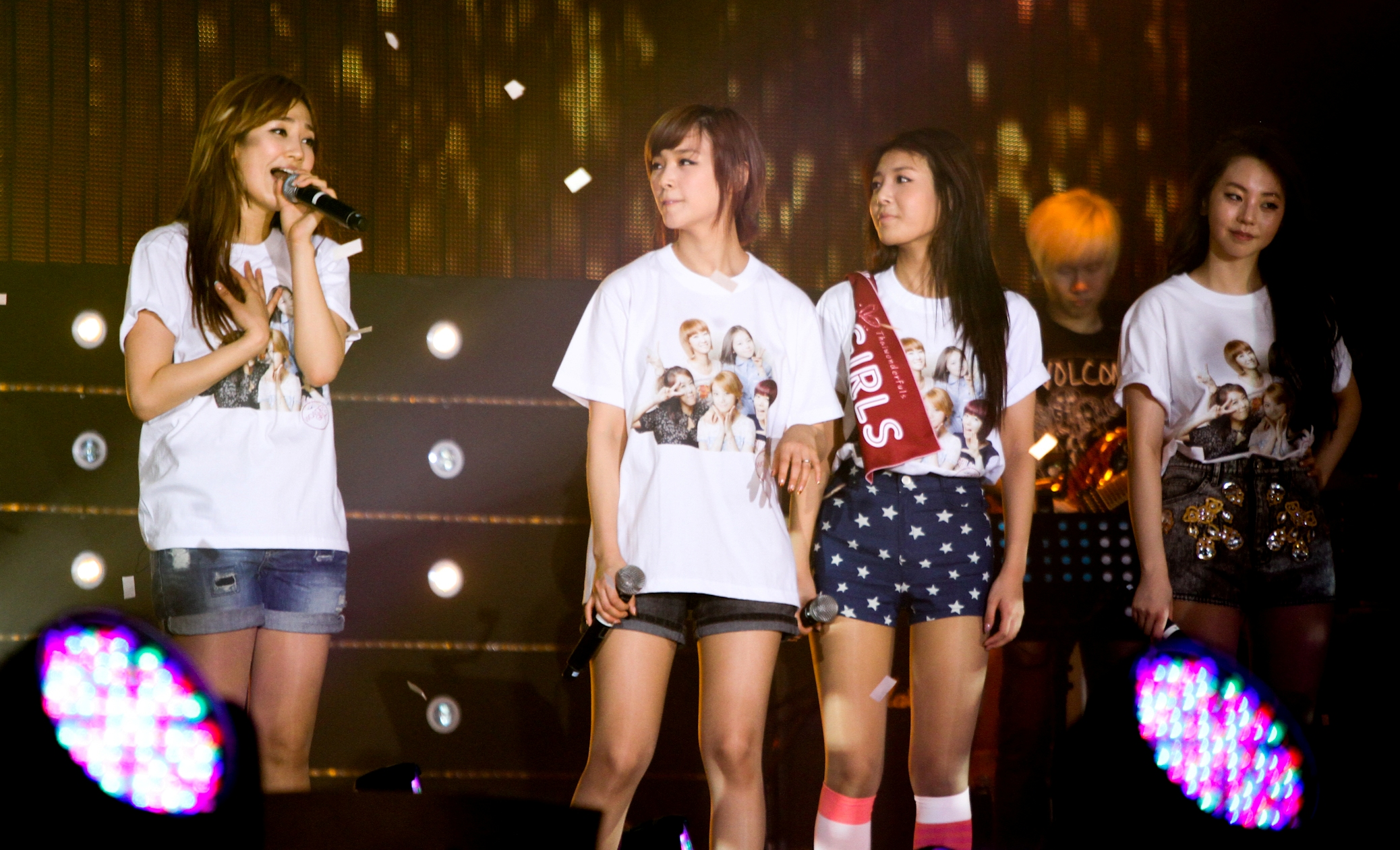
Wonder Girls — одна из самых успешных женских групп в истории Кореи, а также одна из самых знаковых среди коллективов второго поколения

В 2006 году было запущено шоу «MTV Wonder Girls», и стало известно, что первой женской группой JYP станут Wonder Girls. Они дебютировали в феврале 2007 года с синглом «Irony», а уже в июле Хёна ушла из коллектива по настоянию родителей, и её заменили Юбин. В последующие несколько лет в группе происходили неоднократные смены состава, и финальным стал квартет из Еын, Юбин, Сонми и Лим. В феврале 2017 года, после 10 лет существования, Wonder Girls распались.
В 2008 году состоялся дебют сразу двух бойбендов — 2AM и 2PM. Вместе они неофициально формировали группу One Day. В 2009 году Джей Пак покинул JYP Entertainment после скандала о высказываниях про Корею, а в 2015 году сразу три участника 2AM также ушли из агентства.. Чжо Квон ушёл из компании в сентябре 2017 года.

### 2010—17: Артисты K-pop третьего поколения

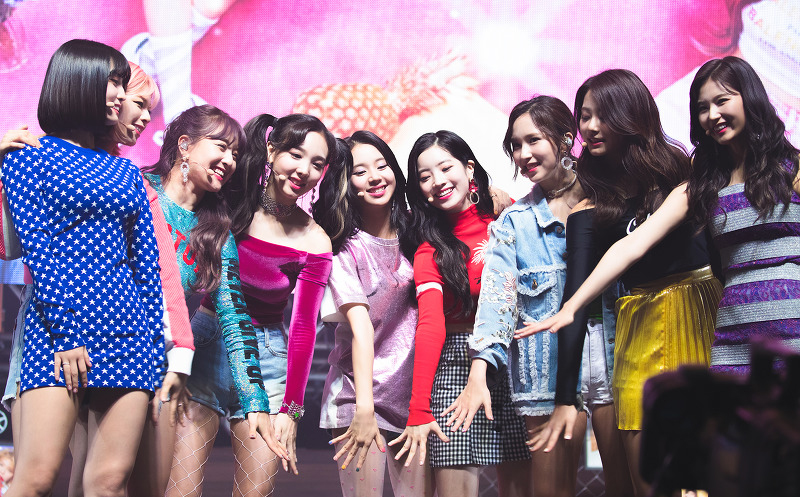
Twice — самая продаваемая женская группа третьего поколения и самая продаваемая среди всех корейских гёрл-групп в истории

В период активного продвижения Wonder Girls в США после успеха сингла «Nobody», JYP Entertainment дебютирует ещё одну женскую группу — miss A, которую изначально называли «китайскими Wonder Girls». Их дебютный сингл «Bad Girl Good Girl» имел ошеломительный успех, и в последующие несколько лет они также выпустили ряд не менее успешных альбомов. В мае 2016 года, по истечении срока контракта, коллектив покидает Джа, ещё через год из агентства уходит Ли Мин Ён. В декабре 2017 года группа была официально расформирована.
В 2012 году дебютируют сразу два проекта: JJ Project и дуэт 15&. В январе 2014 года дебютируют GOT7, первый бойбенд со времён дебюта 2PM. В октябре 2015 года дебютирует гёрл-группа TWICE, а месяцем ранее — инструментальный бойбенд Day6.

### 2018—2020: Артисты K-pop четвёртого поколения
25 марта 2018 года состоялся официальный дебют Stray Kids. 21 января 2019 года JYP Entertainment объявил, что они дебютируют новую гёрл-группу под названием ITZY, в тот же день была создана официальная учётная запись группы на YouTube, а официальный канал лейбла поделился пролог-фильмом, раскрывающим пять участниц группы. 12 февраля группа выпустила свой дебютный сингл-альбом It’z Different с синглом «Dalla Dalla».
11 марта 2019 года JYP Entertainment вступили в новое партнерство с Sony Music Entertainment, The Orchard. JYPE будет распространять цифровые и физические выпуски на ключевых рынках США, Европы и других стран через The Orchard, чтобы «расширить присутствие лейбла по всему миру». 24 июля JYP Entertainment объявили о закрытии своего актёрского подразделения, а некоторые из их актёров перейдут в новую компанию. Новая компания была создана вице-президентом JYP Entertainment Пио Чен Роком под названием NPIO Entertainment. Своим заявлением JYP Entertainment объявили, что их популярные актёры, такие как Чан Хи Рюн, Пак Си Ын и Рю Вон, станут свободными агентами.
6 января 2020 года Shinhan Card объявила, что они сотрудничали с JYP для выпуска «Контрольной карты EDM фаната JYP» (Контрольные карты JYP). Определённые проценты от суммы, используемой при совершении платежей в местных и международных филиалах JYP с использованием чековых карт, передаются в дар компании Make-A-Wish Korea в соответствии с кампанией EDM. Чековые карточки доступны в четырёх типах: JYP, Got7, Day6 и Twice.
4 августа 2020 года JYP объявила о своем сотрудничестве с SM по созданию Beyond LIVE Corporation (BLC), совместной компании для виртуальных концертов. BLC была создана для развития серии онлайн-концертов Beyond Live с целью дальнейшего превращения платформы в международный бренд онлайн-концертов. Позже, в интервью журналу Forbes, опубликованном 31 августа, Пак Чинён поделился, что ведутся переговоры о шоу на выживание для женской группы в Америке, аналогичном проектам Sixteen и Nizi Project.
1 декабря 2020 года дебютировала японская гёрл-группа NiziU, основная часть промоушена которой будет происходить в Японии, но также будет деятельность на территории Кореи.
17 ноября 2020 года сообщалось, что JYP Entertainment инвестировали 5 миллиардов крон в Naver Z, разработчика онлайн-приложения для аватаров Zepeto.

### 2021—н.в: Последние события
11 января 2021 года было объявлено, что все участники GOT7 покидают агентство, однако коллектив расформирован не был. 19 января GOT7 покинули агентство, сохранив название группы и всю интеллектуальную собственность после ухода.
26 апреля было объявлено, что JYP и P-Nation будут сотрудничать вместе, чтобы сформировать новую мужскую группу через шоу на выживание Loud, премьера которого состоялась 5 июня на SBS.
12 июля JYP анонсировали второй сезон проекта Nizi Project для будущей японской мужской группы в 2023 году.
1 ноября компания анонсировала вторую мужскую инструментальную группу Xdinary Heroes. Она дебютировала 6 декабря с синглом «Happy Death Day».
Затем, 26 января 2022 года, JYP объявили, что 22 февраля они дебютируют новую женскую группу под названием Nmixx со своим дебютным синглом Ad Mare.
10 февраля 2022 года JYP расширили свое стратегическое партнерство с Republic Records после того, как Twice начали преуспевать в Соединенных Штатах. После объявления Republic подписали контракт с Stray Kids и Itzy под лейблом American. В апреле сообщалось, что рыночная капитализация JYPE взлетела с 1,33 трлн вон в предыдущем году до 2,24 трлн вон, увеличившись на 1 трлн вон за первые три месяца 2022 года. Корейская биржа сообщила, что 8 апреля цены на акции компании взлетели до 66 200 вон, побив ее рекорд за все время и отметив первый раз, когда JYP Entertainment вошла в диапазон 60 000 вон с момента ее листинга в августе 2001 года. 12 июля все участницы Twice обновили свои контракты с JYP Entertainment. 26 сентября все участники Day6 также продлили свои контракты с лейблом.

## Артисты
Все артисты JYP Entertainment известны как коллектив JYP Nation

### Республика Корея

#### Группы
- 2PM
- TWICE
- Stray Kids
- ITZY
- Golden Girls
- Nmixx
- NiziU
- KickFlip

#### Саб-юниты
- MiSaMo

#### Сольные исполнители
- J.Y. Park
- Jun. K
- Чан Уён
- Ли Чунхо
- Никхун
- Им Наён
- Пак Джихё

### Studio J
- - Day6
  - Xdinary Heroes

#### Саб-юниты
- Day6 (Even of Day)

##### Сольные исполнители
- Ёнкей
- Доун
- Вонпиль

#### SQU4D
- Nmixx

### США
- Vcha

### Китай
- New Creative Content Entertainment
  - Boy Story
- Fanling Culture Media Ltd.
  - Яо Чэнь

### Япония
- JYPE Japan Inc
  - NiziU (совместно с Sony Music Japan)
  - Nexz

## JYP Publishing

### Продюсеры
- Бан Чан (CB97)
- Со Чанбин (SpearB)
- Хан Джисон (J One)
- Пак Джин Ён (The Asiansoul)
- Rainstone
- Cri$tyle
- Томми Пак
- Хон Чжи Сан
- Сим Ын Чжи
- Квон Тэ Ын
- Хо Юн Мун (Moonworker)
- Super Changgdai
- Чо Чжун Су (FAME-J)
- Тэ Кён
- Чун Хо
- Джун Кей
- Никхун
- Пак Сон Джин
- Пак Джэ Хён
- Ким Вон Пиль
- Кан Ён Хен

#### Хореографы
- Ли Минхо
- Хван Хёнджин
- Ли Феликс
- Стенания Джонт'
- Лия Ким
- Пар Нам Юн
- Томоя Минасэ
- WooNg (Ким Хён Вун)

## Актёры
В июле 2019 года агентство объявило об изменениях в своем подразделении по управлению актерами, подтвердив, что оно будет совместно управляться вместе с новой компанией Npio Entertainment. Было решено, что актеры Юн Пак, Шин Ын Су, Кан Хун, Син Е Ын, Ким Дон Хи и Ли Чан Сон останутся в агентстве на оставшийся срок их контракта. Все остальные актеры расторгли свои контракты по взаимному согласию.

## Бывшие артисты
- Pearl (1997—2000)
- g.o.d (2003—2005)
  - Ким Тхэ У (1998—2006)
  - Сон Хо Ён (2003—2006)
  - Джун Пак (2003—2006)
- Пак Чжи Юн (2000—2003)
- Noel (2002—2007)
- Rain (2002—2007)
- Byul (2002—2006)
- Лим Чон Хи (2005—2012)
- Wonder Girls (2007—2017)
- Ким Хёна (2006—2008)
  - Ан Сохи (2006—2013)
  - Мин Соне (2006—2015)
  - Ли Сонми (2006—2017)
  - Пак Е Ын (2006—2017)
  - Ким Ю Бин (2007—2020)
  - У Херим (2010—2020)
- 2AM (2008—2010, 2014—2017)
  - Ли Чан Ми (2008—2010, 2014—2015)
  - Чон Чин Ун (2008—2010, 2014—2015)
  - Им Сы Рон (2008—2010, 2014—2015)
  - Чо Квон (2008—2010, 2014—2017)
- 2PM
  - Джей Пак (2008—2010)
  - Ок Тхэгëн (2008–2017)
  - Хван Чансон (2008–2022)
- Joo (2008—2015)
- San E (2010—2013)
- Miss A (2010—2017)
  - Джиа (2010—2016)
  - Мин (2010—2017)
  - Фей (2010—2018)
  - Сюзи (2010—2019)
- 15& (2012—2019)
  - Пак Джи Мин (2012—2019)
  - Бэк Йе Рин (2012—2019)
  - Бэк А Ён (2012—2019)
- G.Soul (2015—2017)
- Got7 (2014—2021)
  - Jus2 (2019—2021)
  - Марк Туан (2014—2021)
  - Джейби (2012—2021)
  - Джексон (2014—2021)
  - Чжинён (2012—2021)
  - Ёнчжэ (2014—2021)
  - Бэм-Бэм (2014—2021)
  - Югём (2014—2021)
- Day6
  - Им Джу Хёк (2015—2016)
  - Джэ (2015—2021)
- Stray Kids
  - Уджин (2017—2019)
- Бернанд Пак (2014—2022)
- Nmixx
  - Джинни (2022)

## Концерты и турне JYP Nation
- 2008 JYP Tour
- 2009 JYP Tour
- 2010 JYP Tour
- 2010 JYP Nation Team Play Concert
- 2011 JYP Nation in Japan
- 2012 JYP Nation in Seoul
- 2012 JYP Nation in Japan
- 2014 JYP Nation ONE MIC
- 2016 JYP Nation Mix & Match

## Расположения штабов
- США: 110 East 31st Street, Нью-Йорк, 10016
- Китай: E-1007, ULO Park, Futong East Road, Chaoyang District, Пекин, 100012
- Япония: Seizan Bldg., 2F, 2-12-28, Kita-Aoyama Minato-Ku, Токио, 107-0061
- Республика Корея: JYP Center, 123-50, Cheongdam-dong, Gangnam-gu, Seoul